# Florentino Asensio Barroso

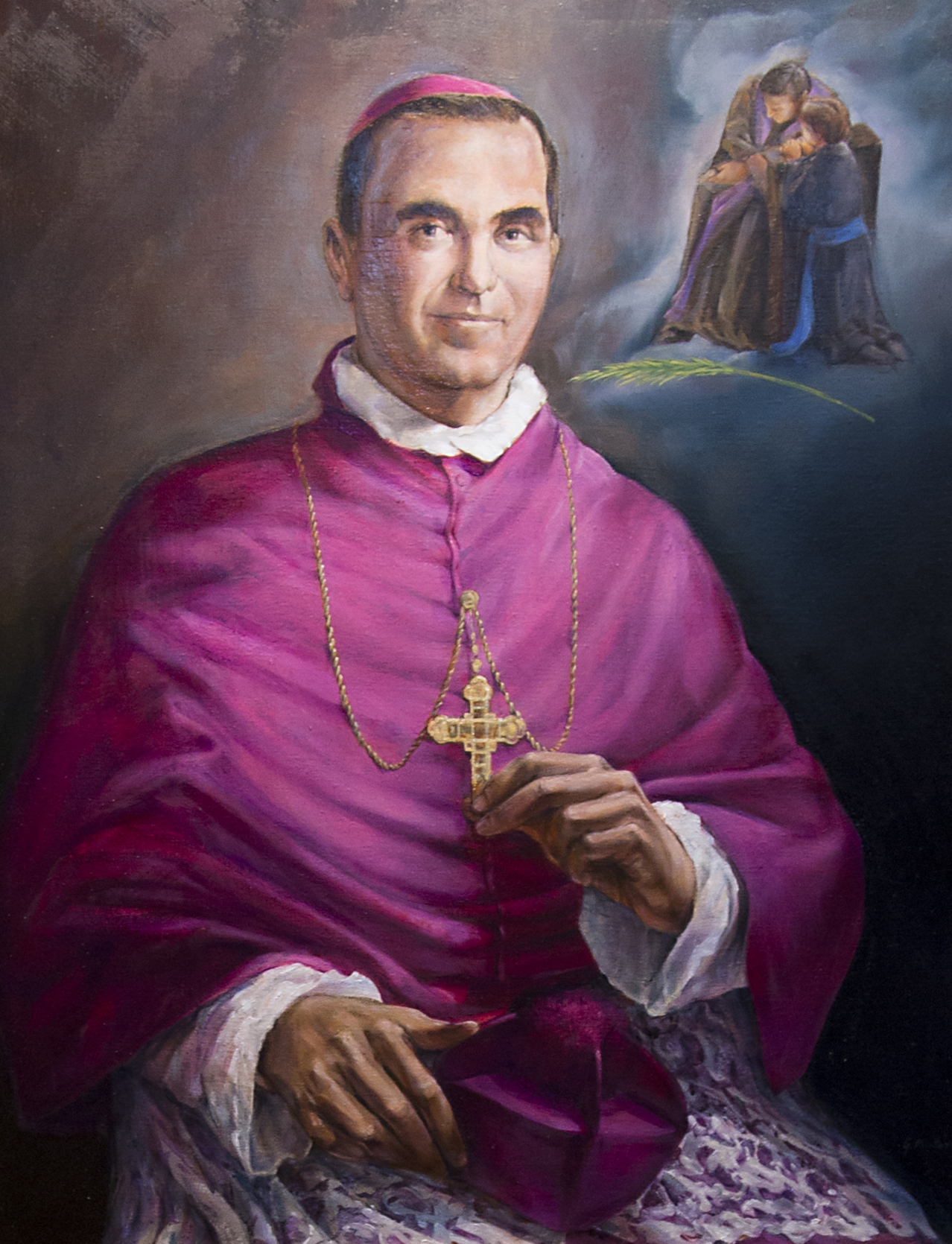

Florentino Asensio Barroso (* 16. Oktober 1877 in Villasexmir; † 9. August 1936 in Barbastro) war ein spanischer römisch-katholischer Bischof und als solcher Apostolischer Administrator des Bistums Barbastro und Titularbischof des Titularbistums Euroea in Epiro.
Da seine Ernennung zum Apostolischen Administrator auf starke Ablehnung traf, wurde er im Zuge des Spanischen Bürgerkrieges erschossen. Die katholische Kirche erkannte sein Martyrium 1997 an und er wurde am 4. Mai 1997 von Johannes Paul II. seliggesprochen. Heute wird er u. a. als Patron des Bistums Barbastro verehrt.

## Leben
Er wurde in arme Verhältnisse hineingeboren. Die Priesterweihe empfing er am 1. Juni 1901.
Bereits 1902 wurde er persönlicher Assistent des Erzbischofs von Valladolid, José Cos y Macho.
Der Apostolische Nuntius in Spanien, Federico Tedeschini, empfahl ihn 1935 dem Papst als Kandidaten für die Ernennung zum Apostolischen Administrator des Bistums Barbastro, die dieser am 11. November 1935 auch vornahm. Die Bischofsweihe spendete ihm am 26. Januar 1936 der Erzbischof von Valladolid, Remigio Gandásegui y Gorrochátegui. Am 8. März 1936 nahm er die Arbeit als Bischof auf. Sein Wahlspruch lautete Ut omnes unum sint, „dass alle eins seien“.
Am 22. Juli 1936 wurde er in der bischöflichen Residenz festgenommen. In der Nacht des 8. August 1936 wurde er in Einzelhaft gebracht und verhört. Hierbei schnitt man ihm auch seine Genitalien ab.
Am 9. August 1936 wurde er erschossen. Gemeinsam mit den Leichen anderer erschossener Gefangener wurde seine Leiche um 2 Uhr nachts auf den Friedhof gebracht und in ein Massengrab geworfen. Nach dem Krieg wurde seine Leiche anhand seiner mit seinen Initialen gekennzeichneter Unterwäsche identifiziert. Am 16. April 1993 führte man zudem eine Autopsie durch.

## Verehrung und Patronat

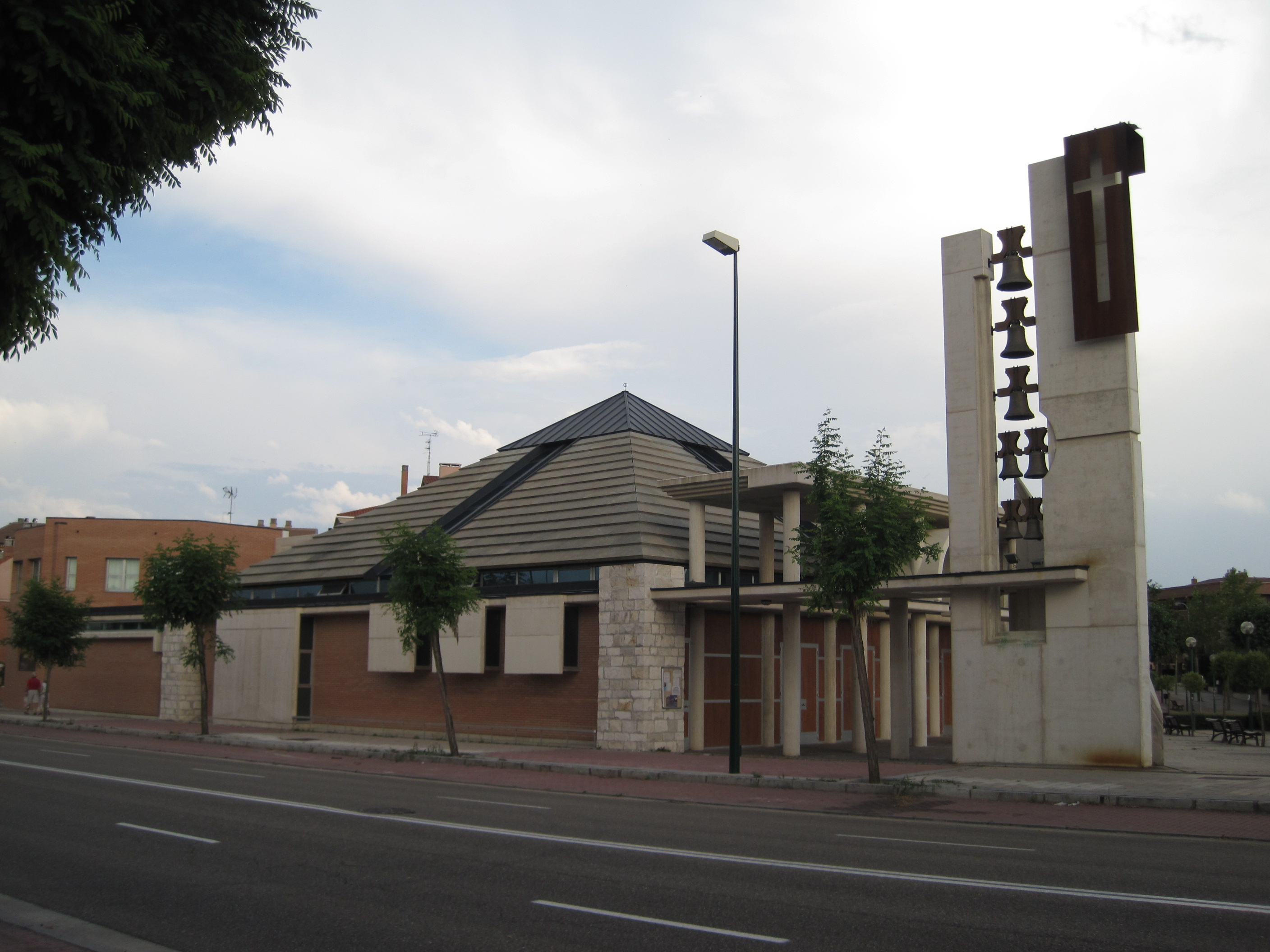
Kirche des Sl. Florentino Asensio

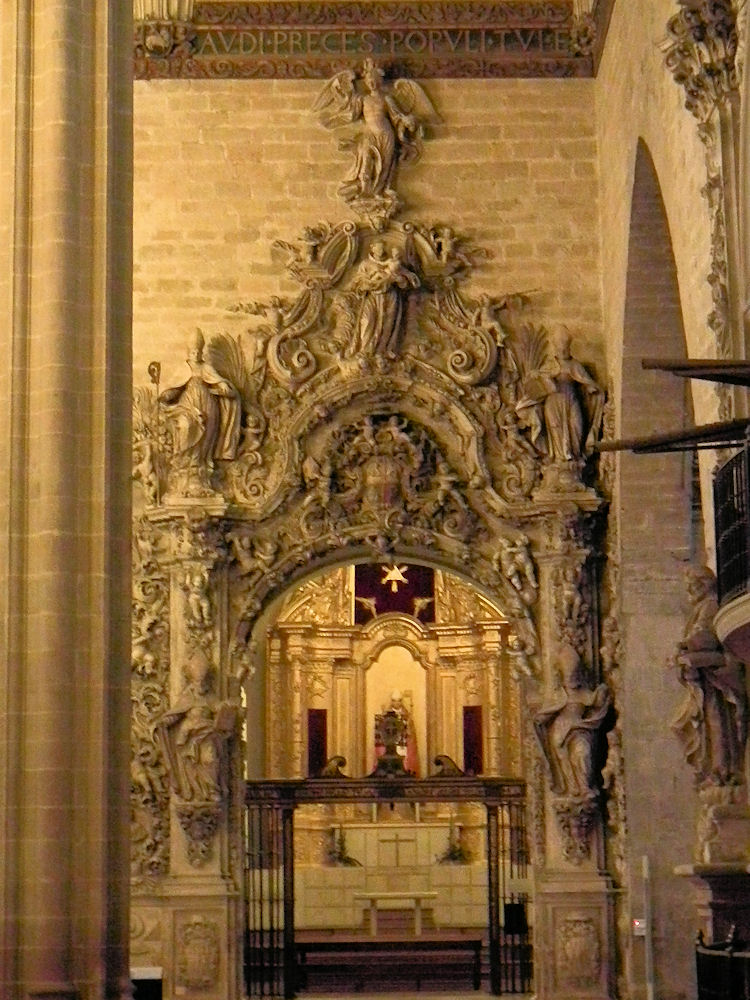
Kapelle, in der der Sl. Florentino Asensio heute begraben liegt

Sein Gedenktag ist der 9. August. Aus Anlass seiner Seligsprechung wurden seine unversehrte Leiche in eine Kapelle der Kathedrale von Barbastro überführt, wo sie heute verehrt wird. In Valladolid dient er als Patron einer 2006 geweihten Kirche und der gleichnamigen Gemeinde.